# Giorgio Piantanida
Giorgio Piantanida (* 15. September 1967 in Busto Arsizio) ist ein ehemaliger italienischer Skirennfahrer.

## Sportkarriere
Piantanida gewann 1985 den Junioren-Weltmeistertitel in der Abfahrt.
Von 1985 bis 1989 war er im Weltcup aktiv. Der zweite Platz im Abfahrtsrennen von Leukerbad (Schweiz) in der Saison 1987/88 war sein einziger Podestplatz, der ihn aber zu einem Mitfavoriten für die Abfahrt an den Olympischen Winterspielen 1988 machte. Er kam jedoch im Training schwer zu Sturz, erlitt einen Bruch der Kniescheibe, einer Rippe und eines Arms. Ungewöhnlich war die darauffolgende Rettungsaktion, bei welcher Piantanida mit diesen Verletzungen erst etwa 50 Meter hochmarschieren musste, bevor er sich in den Rettungsschlitten legen konnte. Verletzungsbedingt konnte er auch ein Jahr später an den Weltmeisterschaften 1989 in Vail nicht teilnehmen. 
Am 16. Dezember 1989 stürzte Piantanida bei der Abfahrt in Gröden (Italien) und verletzte sich schwer. Nach dem Sprung über die Kamelbuckel prallte er mit dem Gesicht auf den Boden und blieb regungslos liegen. Eine sofortige Herzmassage rettete ihm das Leben, bevor er mit dem Hubschrauber ins Krankenhaus in Bozen geflogen wurde. Er erlitt den Bruch des rechten Schulterblattes sowie dreier Rippen.
Seit seiner Skirennkarriere nahm Piantanida an verschiedenen Wettbewerben im Motorsport teil, beispielsweise an Auto-Rallyes.